# República Popular Húngara
La República Popular Húngara (en húngaro: Magyar Népköztársaság) fue una república socialista desde el 20 de agosto de 1949 hasta el 23 de octubre de 1989. Estuvo gobernada por el Partido Socialista Obrero Húngaro, que estaba bajo la influencia de la Unión Soviética. De conformidad con la Conferencia de Moscú de 1944, Winston Churchill y Iósif Stalin acordaron que después de la guerra, Hungría se incluiría en la esfera de influencia soviética. La RPH siguió existiendo hasta 1989, cuando las fuerzas de oposición trajeron el fin del comunismo en Hungría.
Los comunistas pasaron el siguiente año y medio después de la Conferencia de Moscú consolidando su control del poder y eliminando a los otros partidos. Esto culminó en octubre de 1947, cuando los comunistas dijeron a sus socios de coalición no comunistas que tenían que cooperar con un gobierno de coalición reconfigurado si querían quedarse en el país. El proceso se completó más o menos en 1949, cuando una nueva legislatura elegida de una sola lista dominada por los comunistas adoptó una constitución al estilo soviético, y el país fue reformado oficialmente como una "república popular".
La misma dinámica política continuó a lo largo de los años, con la Unión Soviética presionando y maniobrando la política húngara a través del Partido Comunista Húngaro, interviniendo cuando era necesario, a través de la coerción militar y operaciones encubiertas.  La represión política y el declive económico llevaron a un levantamiento popular a nivel nacional en octubre-noviembre de 1956 conocido como la Revolución húngara de 1956, que fue el mayor acto individual de disidencia en la historia del bloque del Este. Después de permitir inicialmente que la Revolución siguiera su curso, la Unión Soviética envió miles de tropas y tanques para aplastar a la oposición e instalar un nuevo gobierno controlado por los soviéticos bajo János Kádár. 
A principios de la década de 1960, el gobierno de Kádár había relajado considerablemente su línea, implementando una forma única de comunismo semiliberal conocida como "Comunismo gulash". El estado permitió las importaciones de ciertos productos culturales y de consumo occidentales, dio a los húngaros una mayor libertad para viajar al extranjero y revirtió significativamente el estado policial secreto. Estas medidas le valieron a Hungría el apodo de "el lugar más alegre en el campo socialista" durante las décadas de 1960 y 1970.
Uno de los líderes con más años de servicio del siglo XX, Kádár finalmente se jubilaría en 1988 después de ser obligado a dejar el cargo por fuerzas aún más pro-reforma. Hungría permaneció así hasta finales de la década de 1980, cuando estalló la agitación en el bloque del Este, que culminó con la caída del Muro de Berlín y la disolución de la Unión Soviética. A pesar del fin del control comunista en Hungría, la Constitución de 1949 permaneció en vigor con enmiendas para reflejar la transición del país a la democracia liberal. El 1 de enero de 2012, la constitución de 1949 fue reemplazada por la nueva constitución de Hungría.

## Historia

### Ocupación de posguerra
Al término de la Segunda Guerra Mundial, el Ejército Rojo ocupó Hungría, y el país cayó en la órbita soviética. Para 1949, los soviéticos habían concluido un tratado de asistencia mutua con Hungría que otorgaba derechos a la Unión Soviética para una presencia militar continua, asegurando un fundamental control político.
Hungría empezó el período de posguerra como una democracia multipartidista y las elecciones celebradas el 4 de noviembre de 1945 produjeron un gobierno de coalición con Zoltán Tildy como primer ministro, líder de la agrupación política, el Partido de los Pequeños Propietarios, que obtuvo el triunfo con el 57% de los votos. Sin embargo, el Partido comunista húngaro, apoyado por la Unión Soviética, que había obtenido el 17% de los votos, arrancaron al gobierno una serie de concesiones en la llamada táctica del salami. Paso a paso, el Partido Comunista Húngaro logró minar el poder del gobierno electo e introducirse en el aparato del Estado.
El 1 de febrero de 1946 Tildy abandonó su puesto para ocupar el cargo de Presidente de la República, y al cabo de un mes y medio, el 20 de marzo, el mariscal soviético Kliment Voroshílov obligó al gobierno a entregar el Ministerio del Interior al Partido Comunista Húngaro. El nuevo ministro de este ramo, László Rajk, creó la policía política (Államvédelmi Hatóság o ÁVH), que empleó la intimidación, las falsas acusaciones, el encarcelamiento y la tortura para suprimir toda oposición política. El breve periodo de democracia multipartidista llegó a su fin cuando el Partido Comunista Húngaro se fusionó con el Partido Socialdemócrata, creando así el Partido de los Trabajadores Húngaros, el cual presentó a una lista de candidatos sin oponentes en las elecciones siguientes. Hacia 1948 todos los líderes de partidos no comunistas habían sido arrestados, silenciados, o habían huido del país. Ese mismo año, se declaró la República Popular Húngara.
El Ejército soviético ocupó Hungría a partir del septiembre de 1944 hasta abril de 1945. Le tomó casi dos meses conquistar Budapest y casi la ciudad entera fue destruida. Al firmar la paz Tratado de París, Hungría otra vez perdió todos los territorios que había ganado entre 1938 y 1941. Todas las potencias victoriosas de la guerra apoyaron las fronteras de Hungría de antes de 1938. La misma Unión Soviética se anexionó la Rutenia carpática, que había formado parte de Checoslovaquia antes de 1938, y que pasó a formar parte de Ucrania.
El Tratado de Paz con Hungría firmado el de febrero de 1947 declaraba que "las decisiones del Premio de Viena del 2 de noviembre de 1938 son declaradas sin fuerza legal" y las fronteras húngaras fueron fijadas a lo largo de las antiguas fronteras que existían el 1 de enero de 1938, excepto una pérdida menor del territorio por la frontera checoslovaca. La mitad de la minoría étnica alemana (240,000 personas) fue deportada a Alemania en 1946-48, y había un "cambio forzado de la población" entre Hungría y Checoslovaquia.
Los soviéticos establecen un gobierno alternativo en Debrecen el 21 de diciembre de 1944, pero no capturaron Budapest hasta el 18 de enero de 1945. Pronto después, Zoltán Tildy se hizo el primer ministro provisional. En las elecciones sostenidas en noviembre de 1945, el Partido de los Pequeños Propietarios ganó el 57 % de los votos. El Partido Comunista Húngaro, ahora bajo el mando de Mátyás Rákosi y  Ernő Gerő, recibió el apoyo de sólo el 17 % de la población. El comandante soviético en Hungría, el mariscal Voroshilov, rechazó permitir que el Partido de los Pequeños Propietarios formara un gobierno. En cambio, Voroshilov estableció un gobierno de coalición con los comunistas que sostienen algunos puestos claves. El líder de los minifundistas, Zoltán Tildy, fue nombrado presidente y Ferenc Nagy primer ministro. Mátyás Rákosi se hizo primer ministro asistente.

La bandera de Hungría de 1949-1956.

László Rajk se convirtió en el ministro del Interior y en este puesto estableció la policía de seguridad (ÁVH). En febrero de 1947, la policía comenzó a detener a los líderes del Partido de los Pequeños Propietarios y el Partido Nacional de Campesinos. Varias figuras prominentes en ambos partidos escaparon al extranjero. Más tarde, Mátyás Rákosi alardeó que él había tratado con sus compañeros en el gobierno, uno tras otro, "cortándolos como rebanadas de salami."
El Partido de los Trabajadores Húngaros (Magyar Dolgozók Pártja) (formado por una fusión del Partido Comunista y el Partido Socialdemocráta) se hizo el partido más grande en las elecciones de 1947 y sirvió en la coalición de gobierno del Frente de Independencia del Pueblo. Los comunistas gradualmente ganaron el control del gobierno y hacia 1948 el Partido Social Demócrata dejó de existir como una organización independiente. Su líder, Béla Kovács fue detenido y enviado a Siberia. Otros líderes de la oposición como Anna Kéthly, Ferenc Nagy e István Szabó fueron encarcelados o enviados al exilio.
El 18 de agosto de 1949, el Parlamento aprobó la nueva constitución de Hungría (1949/XX), que tomó como modelo la Constitución de la Unión Soviética de 1936. El nombre oficial del país era la República Popular Húngara, "el país de los trabajadores y campesinos" donde "cada autoridad es sostenida por el pueblo trabajador". El socialismo fue declarado como el objetivo principal de la nación. Se adoptó un nuevo escudo del país con símbolos comunistas como la estrella roja, una hoz y un martillo y una espiga de trigo.

### Represión política y declive económico
El 19 de agosto de 1949 se aprobó la nueva constitución, calcada de la soviética de 1936, y se proclamó la República Popular Húngara, bajo el severo autoritarismo de Mátyás Rákosi, un comunista que había estado muchos años en la Unión Soviética. Bajo su régimen, Hungría fue brutalmente moldeada para asemejarse cada vez más al modelo soviético. Las libertades individuales y de expresión dejaron de existir. El encarcelamiento arbitrario se convirtió en habitual y la ÁVH comenzó una serie de purgas tanto dentro como fuera de las jerarquías del Partido. Los presuntos disidentes fueron calificados de titoistas o agentes occidentales y obligados a confesar en juicios amañados sin la menor garantía legal. Miles de húngaros fueron torturados, juzgados sumariamente y recluidos en campos de concentración o ejecutados. Entre las víctimas se encontró el mismísimo fundador de la ÁVH, László Rajk, por entonces ministro de Exteriores, que fue arrestado, acusado de haber intentado acabar con el orden democrático y ahorcado en junio de 1949.
El gobierno de Rákosi politizó concienzudamente el sistema educativo húngaro con objeto de suplantar las clases ilustradas con una inteligencia esforzada al servicio del Partido. El estudio del idioma ruso y la instrucción política comunista se hicieron obligatorios, tanto en escuelas como en universidades a nivel nacional. Las escuelas religiosas fueron nacionalizadas y los líderes eclesiásticos reemplazados por personas leales al gobierno; varios sacerdotes y monjas fueron encarceladas. En 1949, el cardenal de la Iglesia católica en Hungría, József Mindszenty, fue arrestado y sentenciado a cadena perpetua por traición. Bajo el régimen de Rákosi, el gobierno húngaro estuvo entre los más represivos en Europa.
La economía húngara de la posguerra tuvo que enfrentarse a múltiples desafíos. Tras la ocupación soviética, Hungría había aceptado pagar reparaciones de guerra por valor de 300 millones de dólares a la URSS, Checoslovaquia y Yugoslavia, y se obligó a mantener a las tropas de ocupación soviéticas. El Banco de Hungría estimó en 1946 que las reparaciones suponían "entre el 19 y el 22% del ingreso anual nacional." Además, en 1949 Hungría se adhirió al COMECON, lo que impidió la llegada de ayudas occidentales,
garantizando con ello la continuidad de la gravosa presencia militar soviética en el país y asegurando el sometimiento del país. Bajo el gobierno de Rákosi, la nacionalización total de la economía siguiendo el modelo soviético provocaron el estancamiento de una economía que no se había recuperado de la guerra, con bajísimos niveles de vida y un profundo malestar social. En 1946, el Pengő experimentó una marcada depreciación que tuvo como consecuencia la mayor tasa histórica de hiperinflación conocida: un 41.900.000.000.000.000% (4.19 × 1016) mensual, lo que significaba que los precios se duplicaban cada 15 horas. Se llegaron a emitir billetes de 100 trillones de pengő (100.000.000.000.000.000.000 o 1020), la mayor cifra de todos los tiempos para un billete en circulación.
Aunque la renta nacional per cápita se incrementó en el primer tercio de la década de 1950, el estándar de vida cayó. Las enormes deducciones del ingreso para financiar inversión industrial redujo la renta personal disponible, mientras que el mal manejo creó carestías crónicas de alimentos básicos que tuvieron como resultado el racionamiento de pan, azúcar, harina y carne. Las suscripciones compulsivas de bonos estatales redujeron más tarde el ingreso persona. Para 1952, el resultado neto fue un ingreso real disponible de los trabajadores y empleados de solo dos tercios de lo que había sido en 1938, mientras que en 1949, los salarios reales habían caído un 90%. Estas políticas tuvieron un efecto acumulativo negativo y avivaron el descontento cuando la deuda externa creció y la población experimentó la escasez de bienes.

### Era estalinista (1949-1956)

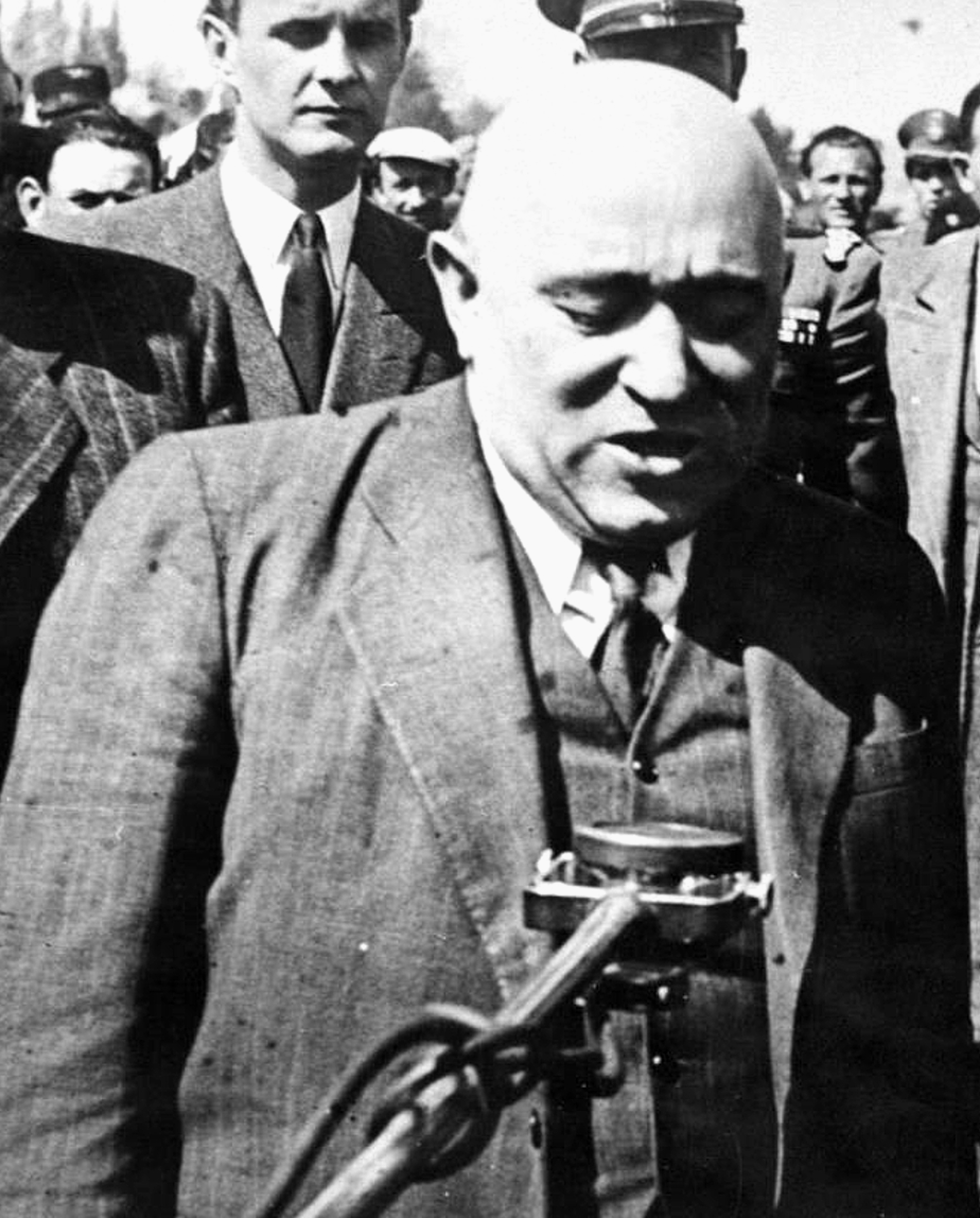
Mátyás Rákosi

Mátyás Rákosi, el nuevo líder de Hungría exigió la obediencia completa de miembros del mismo tipo del Partido de los Trabajadores Húngaros. Su rival principal por el poder era László Rajk, quién era ahora el ministro de Asuntos Exteriores. Rajk fue detenido y en el proceso de septiembre de 1949 confesó ser un agente de Miklós Horthy, León Trotski, Josip Broz Tito y el imperialismo occidental. Él también confesó que él había participado en un complot de asesinato contra Mátyás Rákosi y Ernő Gerő. Rajk fue encontrado culpable y ejecutado. Rákosi rápidamente amplió el sistema de educación en Hungría. Este era una tentativa de sustituir la clase culta del pasado por lo que Rákosi llamó una nueva "intelectualidad de funcionamiento". Además de efectos como la mejor educación para el pobre, más oportunidades de niños de clase obrera y alfabetismo aumentado en general, esta medida también incluyó la diseminación de la ideología comunista en escuelas y universidades. También, como parte de un esfuerzo de separar la Iglesia del Estado, la instrucción religiosa fue denunciada como propaganda y fue gradualmente eliminada de las escuelas. El gobierno usó la coacción y la brutalidad para colectivizar la agricultura, y esto apretó ganancias de las granjas del país para financiar la extensión rápida de la industria pesada, que atrajo más del 90 % de la inversión industrial total. Al principio Hungría concentró en la producción principalmente el mismo surtido de bienes que esto había producido antes de la guerra, incluso coches de ferrocarril y locomotoras. A pesar de su base de recurso pobre y sus oportunidades favorables de especializarse en otras formas de la producción, Hungría desarrolló la nueva industria pesada a fin de sostener crecimiento local posterior y exportaciones de productos para pagar para la importación de materia prima. Irónicamente, el cardenal József Mindszenty, quién se había opuesto a los nazis alemanes y a los fascistas húngaros durante la Segunda Guerra Mundial, fue detenido en diciembre de 1948 y acusado de traición. Después de cinco semanas bajo detención (que puede haber incluido la tortura), él admitió los cargos hechos contra él y fue condenado a cadena perpetua. Las iglesias protestantes también fueron purgadas y sus líderes fueron sustituidos por aquellos complacientes para permanecer leales al gobierno de Rákosi.
Los nuevos militares húngaros organizaron procesos públicos, convenidos para purgar "remanentes nazis y saboteadores imperialistas". Varios oficiales fueron condenados a muerte y ejecutados en 1951, incluso Lajos Toth, un piloto de la WWII que tuvo la marca de 28 aviones derribados en la Real Fuerza Aérea Húngara, quién había vuelto voluntariamente del cautiverio estadounidense para ayudar a reanimar la aviación húngara. Las víctimas fueron rehabilitadas póstumamente después de la caída del comunismo.
Rákosi tenía dificultades administrando la economía y la gente de Hungría vio la caída del nivel de vida. Su gobierno se hizo cada vez más impopular, y cuando Iósif Stalin murió en 1953, Mátyás Rákosi fue sustituido como el primer ministro por Imre Nagy. Sin embargo, él retuvo su posición como el secretario general del Partido de los Trabajadores Húngaros y durante los próximos tres años los dos hombres se vieron implicados en una lucha amarga por el poder.
Como nuevo líder de Hungría, Imre Nagy removió el control estatal de los medios de comunicación y animó al debate público de las reformas política y económica. Se incluyó la promesa de aumentar la producción y la distribución de bienes de consumo. Nagy también liberó a anticomunistas de la prisión y habló de la posesión de elecciones libres y retirada de Hungría del Pacto de Varsovia.

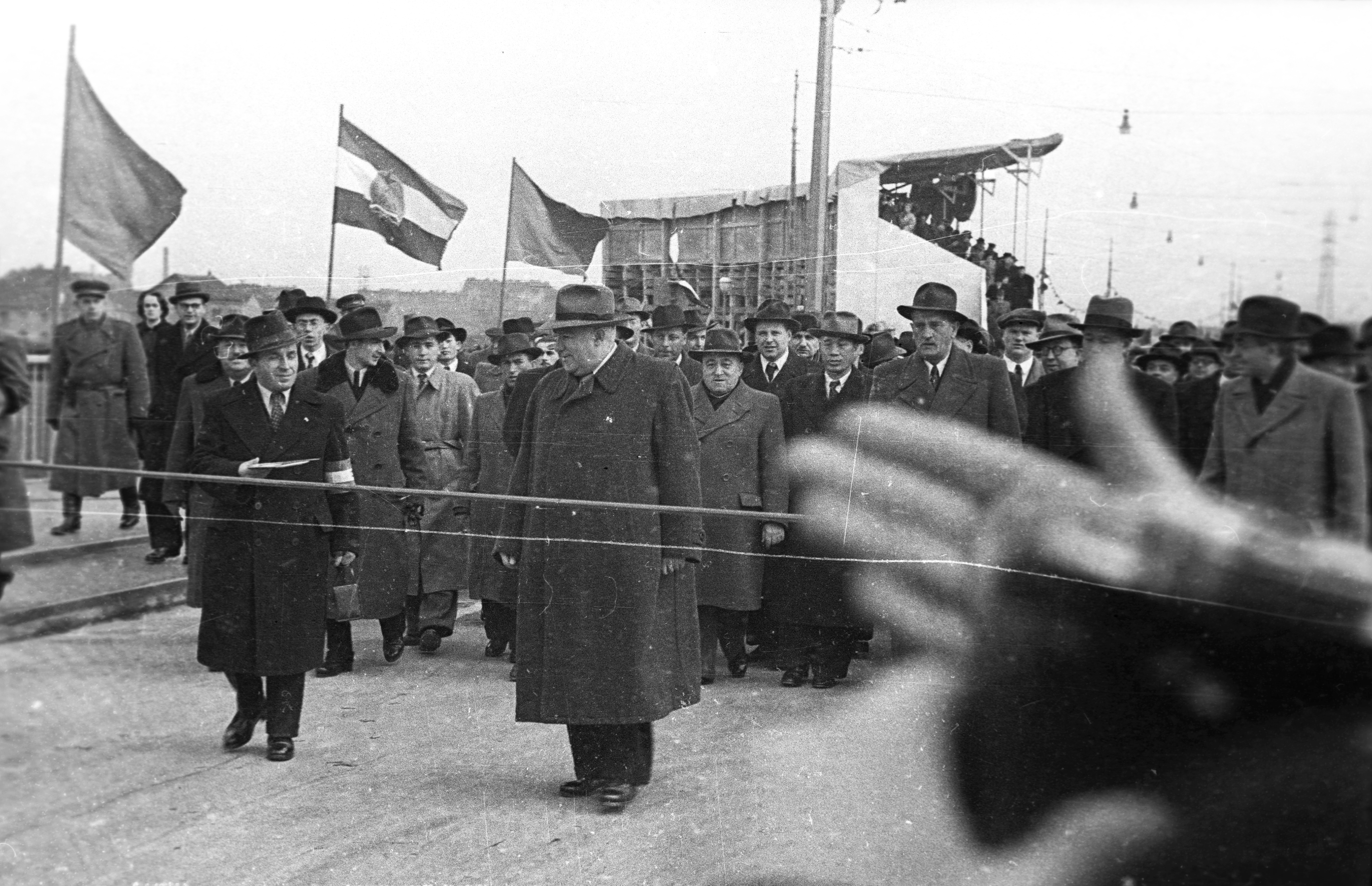
Inauguración del puente Árpád (Stalin), Lajos Bebrits en el centro, Mátyás Rákosi a su derecha en 1950.

Mátyás Rákosi condujo los ataques contra Nagy. El 9 de marzo de 1955, el Comité Central del Partido de los Trabajadores Húngaros condenó a Nagy por "desviación derechista". Los periódicos húngaros se unieron a los ataques y Nagy fue acusado de ser responsable de los problemas económicos del país. El 18 de abril fue despedido de su puesto por un voto unánime de la Asamblea Nacional. De este modo volvió Rákosi a la presidencia de Hungría.
El poder de Rákosi fue socavado por un discurso hecho por Nikita Jrushchov en febrero de 1956. Denunció las políticas de Stalin y sus seguidores en Europa del Este. Así mismo afirmó que el proceso de László Rajk había sido "un aborto espontáneo de la justicia". El 18 de julio de 1956, Rákosi fue despojado del poder por órdenes desde la Unión Soviética. Sin embargo, logró asegurar el nombramiento de su amigo íntimo, Ernő Gerő, como sucesor.
El 3 de octubre de 1956, el Comité Central del Partido de los Trabajadores Húngaros anunció la decisión de que László Rajk, György Pálffy, Tibor Szőnyi y András Szalai habían sido incorrectamente condenados por traición en 1949. Al mismo tiempo se anunciaba que Imre Nagy había sido rehabilitado como un miembro del partido.

### Revolución de 1956

Bandera utilizada por los insurgentes en 1956.

La Revolución húngara de 1956 comenzó el 23 de octubre como una manifestación pacífica de estudiantes en Budapest. Los estudiantes protestaron para la realización de varias demandas, incluyendo un final a la ocupación soviética. La Autoridad de Protección Estatal (AVH) hizo algunas detenciones y trató de dispersar la muchedumbre con gas lacrimógeno. Cuando los protestantes intentaron liberar aquellos que habían sido detenidos, la policía abrió fuego sobre la muchedumbre, provocando amotinamientos en todas partes de la capital.
Temprano en la mañana siguiente, las unidades militares soviéticas entraron en Budapest y tomaron posiciones claves. Los ciudadanos y los soldados se unieron al coro de los protestantes, que cantaban "Rusos: váyanse a casa", tras lo que símbolos de la ideología imperante del partido comunista fueron mutilados o destruidos. El Comité Central del Partido de los Trabajadores Húngaros respondió a la presión designando al reformador Imre Nagy como el nuevo primer ministro.
El 25 de octubre, los tanques soviéticos abrieron fuego sobre los protestantes en la Plaza del Parlamento. Un periodista en la escena vio 12 cadáveres y estimó que 170 habían sido heridos. Sobresaltado por estos acontecimientos, el Comité Central del Partido de los Trabajadores Húngaros forzó a Ernő Gerő para dimitir de la oficina y lo sustituyó por János Kádár.
Imre Nagy ahora fue a la Radio Kossuth y anunció que había asumido el mando del Gobierno como el presidente del Consejo de Ministros. Él también prometió "la democratización de gran alcance de la vida pública húngara, la realización de un camino húngaro al socialismo de acuerdo con nuestras propias características nacionales, y la realización de nuestro objetivo nacional más alto: la mejora radical de las condiciones de vida de los trabajadores".
El 28 de octubre, Nagy y un grupo de sus partidarios, incluyendo a János Kádár, Géza Losonczy, Antal Apró, Károly Kiss, Ferenc Münnich y Zoltán Szabó, consiguieron hacerse al control del Partido de los Trabajadores Húngaros. Al mismo tiempo, los consejos de los trabajadores revolucionarios y los comités locales fueron formados por todas partes de Hungría, desconociéndose la autoridad comunista implantada por los rusos.
El cambio de mando en el partido se vio reflejado en los artículos del periódico del gobierno, "Szabad Nép" (en húngaro: la Gente Libre). El 29 de octubre, el periódico dio la bienvenida al nuevo gobierno y abiertamente criticó tentativas soviéticas de influir en la situación política en Hungría. Esta visión fue apoyada por la Radio Miskolc, que pidió la retirada inmediata de tropas soviéticas del país.
El 30 de octubre, Imre Nagy anunció que liberaba al cardenal József Mindszenty y otros presos políticos. También informó que su gobierno tenía la intención de abolir el estado unipartidista. Estos hechos fueron seguidos con declaraciones de Zoltán Tildy, Anna Kéthly y Ferenc Farkas acerca de la restitución del Partido de Minifundistas, el Partido Social Demócrata y el Petőfi (expartido de los Campesinos).
La decisión más polémica de Nagy ocurrió el 1 de noviembre, cuando anunció que Hungría tuvo la intención de retirarse del Pacto de Varsovia, así como proclamación de la neutralidad húngara. Este pidió a las Naciones Unidas que viera la posibilidad de librar a Hungría de la invasión de la Unión Soviética, y garantizase la libertad del país y sus decisiones.

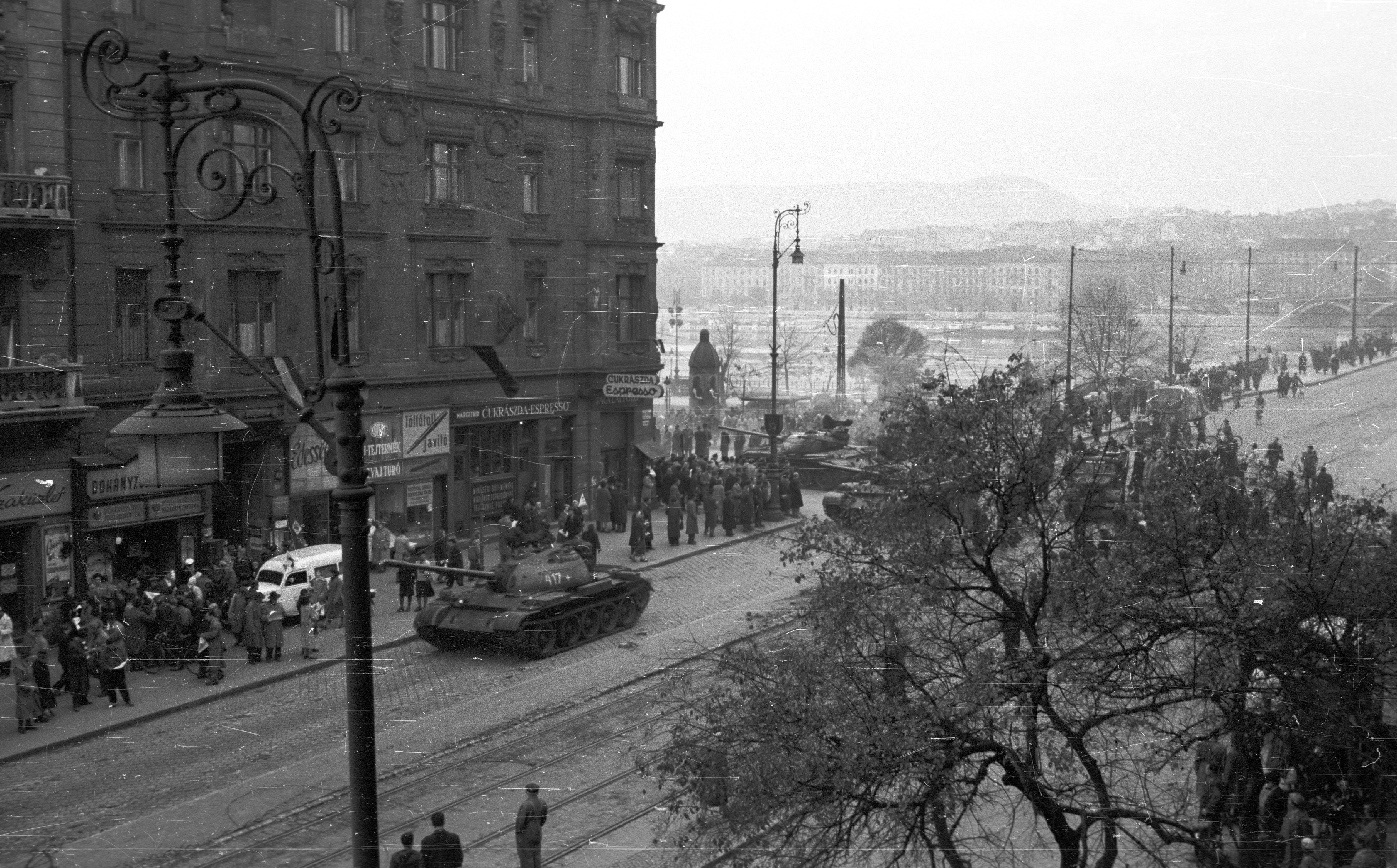
Retiro temporal de las tropas soviéticas en 1956.

El 3 de noviembre, Nagy anunció los detalles de su gobierno de coalición. Esto incluyó a comunistas (János Kádár, Georg Lukács, Géza Losonczy), tres miembros del Partido de Minifundistas (Zoltán Tildy, Béla Kovács e István Szabó), tres socialdemócratas (Anna Kéthly, Gyula Keleman, Joseph Fischer), y dos Campesinos Petőfi (István Bibó y Ferenc Farkas). Pál Maléter fue designado ministro de defensa.
Nikita Jrushchov, el líder de la Unión Soviética, se vio cada vez más preocupado por este desarrollo, y el 4 de noviembre de 1956 envió el Ejército Rojo a Hungría. Los tanques soviéticos inmediatamente capturaron los campos de aviación, intersecciones viales y puentes importantes para aislar los posibles despliegues del ejército húngaro. Los enfrentamientos ocurrieron por todo el país, pero las fuerzas húngaras fueron rápidamente derrotadas.

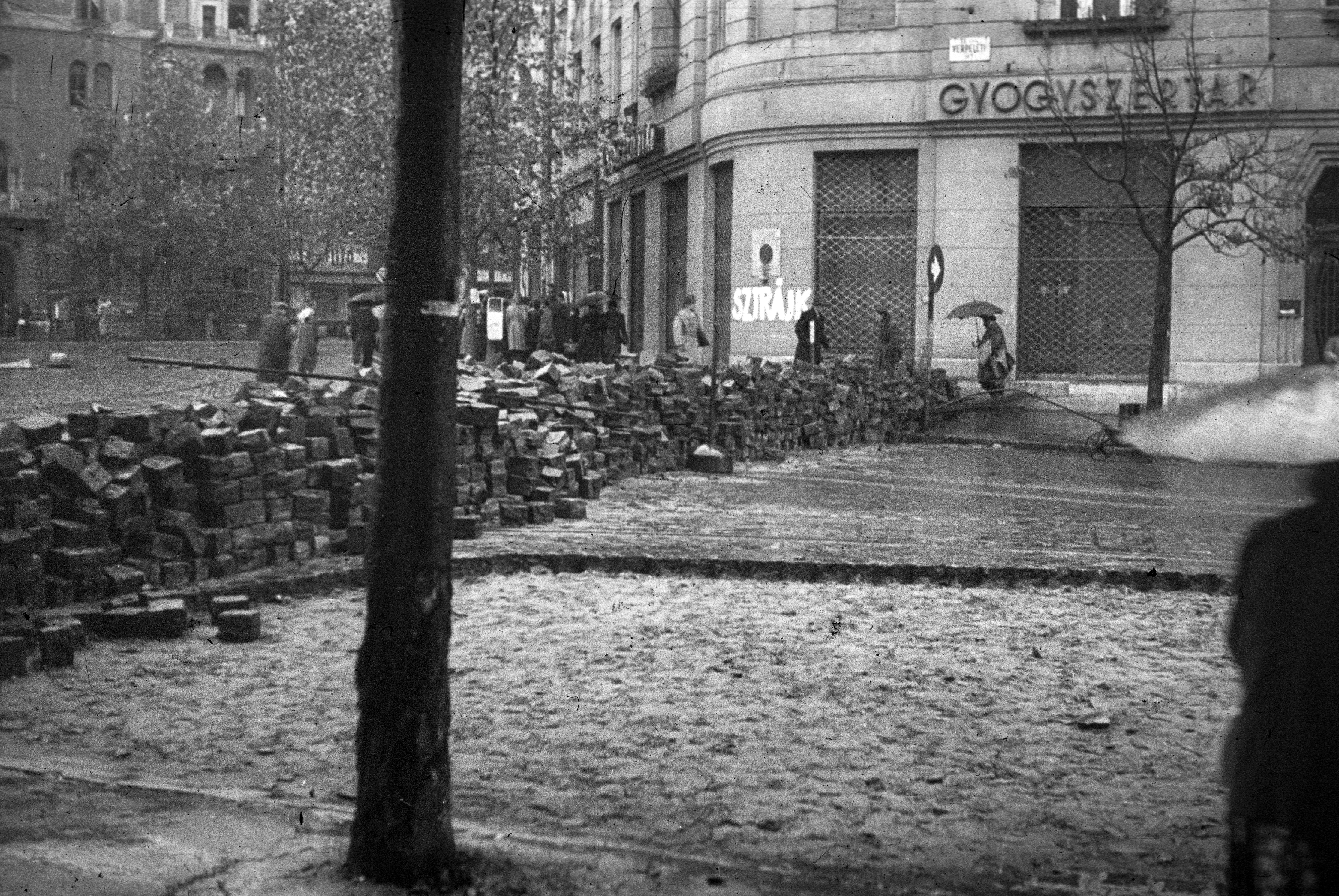
Barricada de piedra en Budapest

Durante la Revolución Húngara de 1956, murieron aproximadamente 3000 húngaros y 722 soviéticos. Imre Nagy fue detenido y sustituido por el leal soviético, János Kádár, como la cabeza del recién formado Partido Socialista Obrero Húngaro (Magyar Szocialista Munkáspárt MSZMP). Nagy fue encarcelado hasta ser ejecutado en 1958. Otros ministros del gobierno o partidarios que fueron o ejecutados o murieron en cautiverio incluyeron a Pál Maléter, Géza Losonczy, Atila Szigethy y Miklós Gimes.

### Cambios bajo el gobierno de Kádár

El escudo de Hungría de 1957-1990.

Kádár primero condujo castigos contra los revolucionarios. 21.600 disidentes fueron encarcelados, 13 000 internados, y 400 ejecutados. Pero a principios de los años 1960, Kádár anunció una nueva política bajo el lema "El que no está contra nosotros está con nosotros", una variación de la frase de Rákosi, dice: "el que no está con nosotros está contra nosotros". Declaró una amnistía general, gradualmente contuvo algunos excesos de la policía secreta, e introdujo un curso cultural y económico relativamente liberal apuntado al vencimiento el después de la hostilidad de 1956 hacia él y su régimen. La homosexualidad fue despenalizada en 1961.
En 1966, el Comité Central aprobó el "Nuevo Mecanismo Económico," por el que procuró revisar la economía; el aumento de la productividad hace a Hungría más competitiva en mercados mundiales, y crean la prosperidad para promover la estabilidad política. Durante las próximas dos décadas de empleo doméstico relativamente tranquilo, el gobierno de Kádár respondió alternativamente a presiones para reformas políticas y económicas menores así como a contrapresiones de opositores de reforma. Antes de principios de los años 1980, esto había conseguido algunas reformas económicas durables y había limitado la liberalización política y había perseguido una política exterior que animó más comercio con el Oeste. Sin embargo, el Nuevo Mecanismo Económico condujo a un aumento de deuda externa, incurrida para subvencionar industrias poco rentables.

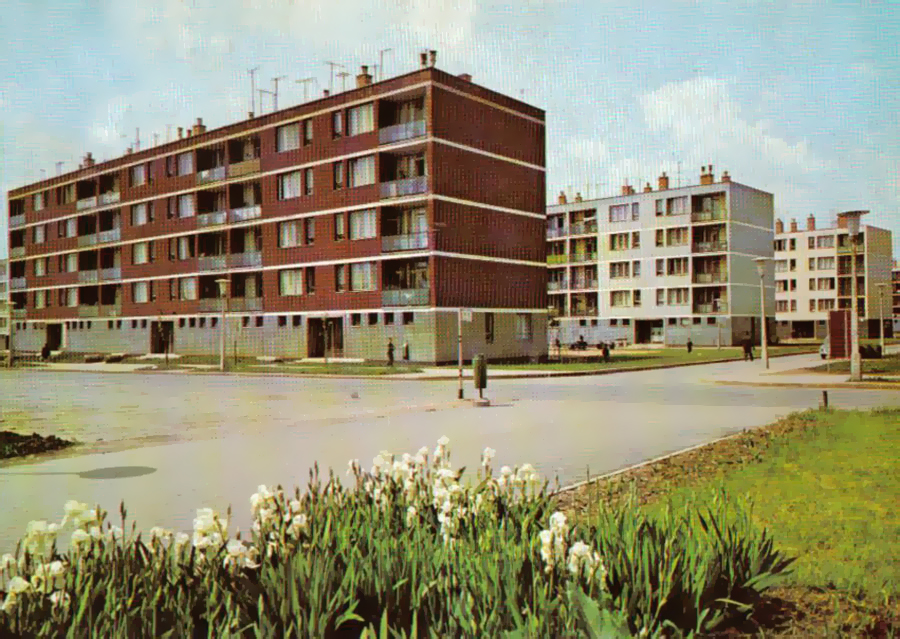
Panelház en Gyöngyös en 1974

Tras las reformas dentro de la Unión Soviética y el fervor político en los países socialistas europeos a finales de la década de los ochenta, János Kádár comienza a llevar a cabo en 1988 una serie de reformas económicas y agrícolas en Hungría. En 1984 la primera ministra británica Margaret Thatcher visita Hungría, recibiendo una entusiasta acogida porque los europeos orientales la consideraban un símbolo de la oposición al comunismo, pudiendo apreciar el ablandamiento del régimen. La entrevista con Kadar tuvo el propósito de solicitar su mediación ante su viejo amigo Andropov.
En estos difíciles años Kadar, consciente del derrumbamiento del régimen marxista, evitó la opción sustitutiva por el nacionalismo extremo de Slobodan Milošević. Apostó por la alternancia socialdemócrata: perder las primeras elecciones multipartistas para después ocupar de nuevo el poder.

### Transición al multipartidismo y la economía de mercado
La transición de Hungría a una democracia de modelo occidental fue una de las más discretas dentro del antiguo bloque soviético. Desde mediados de 1988, los activistas dentro del partido y de los organismos burocráticos e intelectuales aumentaron la presión para el cambio político y económico. Algunos de éstos se hicieron socialistas de reforma, mientras los otros comenzaron movimientos que debían desarrollarse en partidos. Los liberales jóvenes formaron la Federación de Demócratas Jóvenes (Fidesz); un corazón de la llamada oposición democrática formó la Asociación de Demócratas Libres (SZDSZ), y la oposición nacional estableció el Foro Democrático de Hungría (MDF). El activismo cívico se intensificó a un nivel no visto desde la revolución 1956.
En 1988, Kádár fue sustituido como Secretario General del Partido Socialista, y fue admitido por el Politburo el líder comunista reformista Imre Pozsgay. En 1989, el Parlamento adoptó "un paquete democrático," que incluyó el pluralismo sindical; libertad de asociación, asamblea, y prensa; una nueva ley electoral y en octubre de 1989 una revisión radical de la constitución. Desde entonces, Hungría trató de reformar su economía y aumentar sus lazos con Europa occidental, y entrar a formar parte de la Unión Europea cuanto antes. Un pleno del Comité Central en febrero de 1989 respaldó en principio el sistema político multipartidario y la proclamación de la revolución de octubre de 1956 como "un levantamiento popular," en palabras de Pozsgay, cuyo movimiento de reforma había estado aunando la fuerza cuando el ingreso al Partido Socialista disminuyó dramáticamente. Los mayores rivales políticos de Kádár entonces cooperaron para mover al país gradualmente a la democracia. La Unión Soviética redujo su participación firmando un acuerdo en abril de 1989 para retirar fuerzas soviéticas hacia junio de 1991.
Un momento simbólico en la transición húngara se produjo en junio de 1989 cuando se celebraron unas honras fúnebres con todos los honores a Imre Nagy, primer ministro ejecutado en 1958 y a otros cuatro dirigentes también ejecutados y, simbólicamente, a todas las víctimas de la revolución de 1956, en la Plaza de los Héroes de Budapest. Los restos de los 5 políticos fueron reenterrados en un cementerio el mismo día; en dicha plaza dio un discurso Viktor Orbán, futuro primer ministro del país, pidiendo la retirada de las tropas soviéticas.
Se formó una mesa redonda nacional, que comprendía a representantes de los nuevos partidos y de algunos viejos partidos refundados - como los Minifundistas y Demócratas Sociales - el Partido Socialista, y diferentes grupos sociales. Se encontraron a finales del verano de 1989 para hablar de los principales cambios en la constitución húngara, la preparación de elecciones libres y la transición a un sistema político democrático.
En octubre de 1989, el partido comunista convocó su último congreso y se restableció como el Partido Socialista Húngaro (MSZP). En una sesión histórica del 16 al 20 de octubre de 1989, el Parlamento adoptó la legislación que aseguraba elecciones parlamentarias multipartidistas y una elección presidencial directa. La legislación transformó Hungría de una República Popular en la República de Hungría, garantizó derechos humanos y civiles, y creó una estructura institucional que aseguraba la separación de poderes entre los poderes legislativos, ejecutivo y judicial. El aniversario del día de la Revolución de 1956, el 23 de octubre, se proclamó oficialmente (por el presidente provisional de la República, Mátyás Szűrös, desde un balcón del parlamento en la capital Budapest) la República de Hungría, sustituyendo a la República Popular húngara. La constitución revisada también defendió "los valores de democracia y socialismo democrático" y dio el estado igual a la propiedad pública y privada. Las paramilitares Milicias Obreras, creadas en 1957, fueron abolidas.

## Economía
La República Popular Húngara se inspiro y modelo la economía planificada y los planes quinquenales de la Unión Soviética de Iósif Stalin. Durante la época estalinista (1949-1956) el país vivió un completo cambio en el sistema económico.
El Reino de Hungría vivía una enorme hiperinflación y condiciones de vida miserables. El país estaba completamente sumido a la agricultura y la población estaba sobreviviendo con la agricultura de subsistencia. 
Tras la llegada del comunismo en Hungría, el Partido Húngaro de los Trabajadores decidiría colectivizar la agricultura y crearía granjas estatales tipo soviéticas. El 90% del presupuesto se baso en la industria pesada y la modernización del país.
En el periodo estalinista, Hungría centraría su economía en la industria pesada bajo una economía planificada en planes quinquenales,  la industria automovilística sería el más grande foco de la industria húngara con la producción de ferrocarriles, locomotoras, autos y vagones.
Se viviría en los años cuarenta una reconstrucción del país después de la posguerra tras la Segunda Guerra Mundial y una campaña de industrialización como también de urbanización. Aunque la calidad de vida de los ciudadanos húngaros mejoro considerablemente en comparación al Reino de Hungría y había mejores derechos a los trabajadores, el país seguía viviendo una situación económica precaria con un crecimiento, aunque notable, restringido por los gastos de reconstrucción e industrialización costosos.
En los años cincuenta, Hungría viviría una crisis económica y hiperinflación que daría como resultado la Revolución húngara de 1956 apoyada por el gobierno de Imre Nagy.
La revolución sería reprimida por la Unión Soviética y se disolvería el Partido Húngaro de los Trabajadores. El nuevo gobierno tras la revolución sería dirigido por János Kádár y el Partido Socialista Obrero Húngaro con una ideología llamada comunismo gulash, una versión del comunismo semiliberal.
Durante el mandato de Kádár (o también conocido como el Kádárismo) el gobierno se basaría completamente en los bienes de consumo y una política de pacificación con el Bloque Occidental, lo que haría a Hungría uno de los países más prósperos del Bloque Oriental y con un gran nivel de vida, haciendo a Hungría el país "mas feliz del Bloque Oriental".
En los años sesenta y los año setenta, Hungría vivirá un gran crecimiento económico y prosperidad que subiría los niveles de vida en el país como también se crearía una serie de departamento gratuitos conocidos como Panelház..

## Salud
Después de que el Partido Comunista Húngaro asumiera el poder en Hungría, bajo Rákosi se dedicó mucha atención a satisfacer las necesidades específicas de atención médica y seguridad social de la población. En comparación con los estándares de antes de la guerra, el ciudadano promedio recibió mucho mejor atención médica y asistencia social como resultado de la política del gobierno.
El sistema de bienestar social moderno fue en gran medida un producto de las décadas de 1970 y 1980, aunque la fijación de objetivos, la planificación inicial y la cobertura más modesta para los ciudadanos comenzaron en décadas anteriores. Las enmiendas a la Constitución en 1972 garantizaron la asistencia universal para los enfermos, los ancianos y los discapacitados.
La Ley de Salud Pública de 1972 garantizó específicamente que a partir de 1975 todas las personas tendrían atención médica gratuita como un derecho de ciudadanía. La Ley del Seguro Social de 1975 dispuso que las condiciones y beneficios del seguro, que habían sido diferentes para los distintos grupos ocupacionales, se aplicaran uniformemente a todos los ciudadanos. En 1982, incluso las personas involucradas en la actividad económica privada pasaron a tener derecho a la cobertura total del seguro social (incluidas generosas prestaciones por enfermedad e invalidez), en lugar de limitarse a la cobertura de pensiones y accidentes.
El sistema de bienestar social se expandió constantemente.
Según estadísticas oficiales, el porcentaje de los ingresos de la población representado por las prestaciones sociales en efectivo (incluidos los pagos del seguro social) y en especie (incluida la atención médica gratuita) fue del 17,4 por ciento en 1960, 22,8 por ciento en 1970, 27,3 por ciento en 1975 y 32 por ciento en 1980.
El sistema estatal de atención de la salud estaba muy centralizado. Se disponía de servicios cada vez más especializados y sofisticados a nivel de distrito (el país tenía 4.374 distritos en 1984), municipio, condado y región. Cada distrito tenía un médico designado a quien primero acudían sus habitantes para recibir atención en el marco del sistema de salud pública. Si una persona enferma requería un especialista, el médico del distrito hacía la remisión correspondiente. En la década de 1980, la disponibilidad de médicos, enfermeras y camas de hospital era alta según los estándares internacionales. 
En 1986 el país tenía 31.154 médicos, o alrededor de un médico por cada 299 habitantes (frente a un médico por cada 909 habitantes en 1950, uno por cada 637 habitantes en 1960, uno por cada 439 habitantes en 1970 y uno por cada 398 habitantes en 1974). El país tenía 100 camas de hospital por cada 10, 000 habitantes (frente a 55,8 camas por 10.000 habitantes en 1950, 71,1 en 1960 y 85,5 en 1974). El país contaba con 3.801 dentistas y cirujanos dentistas, 43.579 enfermeras, 57.277 otro personal de salud y 4.506 farmacéuticos.
Aunque en la década de 1980 alrededor del 99% de la población participaba en el sistema de seguro social y podía recibir servicios médicos y atención hospitalaria gratuitos, se permitía gran parte de la práctica privada. En 1984, más de 3.600 médicos de los servicios de salud ejercían la práctica privada, atendiendo a pacientes privados durante su tiempo libre. Muchos de ellos tenían prácticas privadas muy lucrativas. Muchas personas de los grupos de ingresos altos, que podían pagar el alto precio de la atención médica privada, optaron por utilizar los servicios de un médico privado en lugar de uno asignado por el servicio de salud. La opinión pública consideró que la atención brindada por los médicos privados era de mayor calidad que la brindada por el servicio de salud.
En la década de 1980, el público participó en muchas discusiones francas y aparentemente sin censura sobre las deficiencias en la atención médica. Las quejas se referían al envejecimiento de las instalaciones hospitalarias, el deterioro de su equipo, la escasez de medicamentos básicos y la capacitación inadecuada del personal médico mal pagado. Los analistas occidentales estimaron que Hungría gastó solo el 3,3 por ciento de su producto nacional bruto específicamente en servicios de salud (la cifra del 6 por ciento que figura en la mayoría de los datos estadísticos en realidad incluía algunos servicios sociales).
Ciertas tendencias en la salud general de la población ciertamente dieron motivo de preocupación a las autoridades sanitarias en la década de 1980. La esperanza de vida al nacer era la más baja entre los treinta y tres países desarrollados clasificados por la Organización Mundial de la Salud. En 1986 la tasa de mortalidad infantil era de 19 por 1.000 nacidos vivos. Esta cifra mostró una mejora con respecto a la tasa de 1970 de 35,9 por 1.000. Sin embargo, la tasa de mortalidad infantil se mantuvo entre las más altas de los países industrializados con sistemas de salud desarrollados. En 1985, según el ministro de Defensa Ferenc Karpati, del 10 al 11 por ciento de los jóvenes varones no eran aptos para el servicio militar, y otro 4 a 5 por ciento no podía someterse a un entrenamiento físico extenuante. Entre los reclutas aceptados para el servicio, del 3 al 4 por ciento fueron dados de alta antes del final de su entrenamiento por razones de salud.
Las autoridades sanitarias tenían otras preocupaciones especiales menos directamente relacionadas con el sistema de atención de la salud. Uno de esos problemas era la alta tasa de suicidios del país. A mediados de la década de 1980, la tasa de suicidios era de 44 por cada 100.000 habitantes, la tasa de suicidios más alta del mundo. (El país con la segunda tasa de suicidios más alta, Austria, registró 26,9 suicidios por cada 100.000 habitantes en 1984.) La altísima tasa de suicidios tiene una larga historia, confirmada por estadísticas que se remontan a más de un siglo. Sin embargo, desde fines de la década de 1960, la tasa había aumentado notablemente.
Los expertos húngaros citaron como factores que contribuyen a la preocupante situación el alcoholismo, las enfermedades mentales, el creciente número de personas mayores, el efecto desorientador de la vida urbana, el estrés y el debilitamiento de los lazos familiares y comunitarios como resultado de la rápida modernización.
A mediados de la década de 1980, las autoridades también discutían la creciente incidencia del abuso de sustancias. La incidencia del alcoholismo había aumentado durante la generación anterior y un alto porcentaje de las víctimas de suicidio eran alcohólicos. A partir de 1986, el consumo de alcohol por persona por año fue de 11,7 litros; el consumo de licor fuerte (4,8 litros por persona) fue el segundo más alto del mundo. Las autoridades habían aumentado cinco veces el precio del licor fuerte entre 1973 y 1986, pero a pesar de estas medidas, el consumo excesivo de alcohol seguía siendo un problema. Aunque menos destacada que el alcoholismo, la adicción a las drogas también se estaba convirtiendo en una fuente de cierta preocupación y se discutía en la prensa. El síndrome de inmunodeficiencia adquirida (sida), una grave amenaza para la salud asociada con el uso de drogas en muchos países, no era un problema de salud importante en Hungría a fines de la década de 1980.
En la década de 1980, otro motivo de inquietud tanto para las autoridades de salud como para el público en general era la tendencia a la baja que se proyectaba para la población del país. Ya en 1973, la preocupación por la desaceleración del crecimiento demográfico llevó a la introducción de una política demográfica integral. Las disposiciones complementarias habían ampliado la cobertura en los años siguientes. La política exigía generosos subsidios por embarazo y maternidad. Las madres trabajadoras disfrutaban de una licencia de maternidad de veinte semanas con sueldo completo. 
Transcurridas las veinte semanas, la madre podía recibir una asignación que le permitiera criar al niño en el hogar hasta que cumpliera los tres años; el monto de la asignación variaba según el número de hijos y ascendía a alrededor del 25 al 40 por ciento de los ingresos promedio nacionales por mes. Además, las madres trabajadoras tenían acceso a días libres no remunerados (prorrateados según el número y la edad de los hijos involucrados) u otros beneficios que les permitieran cuidar a un hijo enfermo. 
Las asignaciones familiares continuas adicionales estaban disponibles para familias con dos o más hijos. A pesar de esta ayuda, la crianza de los hijos era un gran gasto para las familias. Las diversas formas de asistencia, aunque claramente beneficiosas para las familias jóvenes, en realidad representaron solo del 15 al 20 por ciento de los costos de crianza de los hijos.

## Clima
Las temperaturas en la República Popular Húngara varían de -28 °C a 22 °C. La precipitación media anual es de unos sesenta y cuatro centímetros. La distribución y frecuencia de las precipitaciones son impredecibles. La parte occidental del país suele recibir más lluvia que la parte oriental, donde pueden ocurrir sequías severas en verano. Las condiciones climáticas en la Gran Llanura pueden ser especialmente duras, con veranos calurosos, inviernos fríos y lluvias escasas.

## Educación
Durante el gobierno comunista se expandirá el sistema educativo húngaro, entre algunos éxitos de la reforma educativa sería una mejora en la educación a los pobres, más oportunidades para los niños trabajadores y de familias pobres, una mayor alfabetización en el país y una difusión masiva del comunismo en las escuelas de Hungría.
Durante el régimen comunista se haría una enorme campaña anticlerical en todo el país, al declararse Hungría un estado ateo, se haría una enorme campaña atea y laica en la educación húngara, prohibiendo la instrucción religiosa del país.

## Legado
Según una encuesta de 2020 realizada por Policy Solutions en Hungría, el 54 % de los húngaros dice que la mayoría de la gente tenía una vida mejor bajo el comunismo, mientras que el 31 % dice que la mayoría de la gente está mejor ahora.